# Nancye Wynne Bolton
Nancye Wynne Bolton (Melbourne, 2 dicembre 1916 – Melbourne, 9 novembre 2001) è stata una tennista australiana.

## Carriera
Ha vinto per sei volte il singolare femminile degli Australian Championships, seconda solo a Margaret Court che ne ha vinti 11.

Sommando le vittorie nel singolare femminile, nel doppio femminile e nel doppio misto ha totalizzato 20 vittorie agli Australian Open, superata ancora da Margaret Court che ne ha vinti 21.

È stata inserita nella International Tennis Hall of Fame nel 2006.

## Finali del Grande Slam

### Vinte (6)
| Anno | Torneo                       | Avversario in finale | Risultato     |
| 1937 | Australian Championships     | Emily Hood Westacott | 6–3, 5–7, 6-4 |
| 1940 | Australian Championships (2) | Thelma Coyne         | 5-7, 6-4, 6-0 |
| 1946 | Australian Championships (3) | Joyce Fitch          | 6–4, 6–4      |
| 1947 | Australian Championships (4) | Nell Hopman          | 6-3, 6-2      |
| 1948 | Australian Championships (5) | Marie Toomey         | 6–3, 6–1      |
| 1951 | Australian Championships (6) | Thelma Long          | 6-1, 7-5      |

### Perse (3)
| Anno | Torneo                   | Avversario in finale   | Risultato |
| 1936 | Australian Championships | Joan Hartigan Bathurst | 4-6, 4-6  |
| 1938 | U.S. Championships       | Alice Marble           | 0-6, 3-6  |
| 1949 | Australian Championships | Doris Hart             | 3-6, 4-6  |